# Llanos del Caudillo
Llanos del Caudillo település Spanyolországban, Ciudad Real tartományban. Llanos del Caudillo Manzanares, Herencia és Alcázar de San Juan községekkel határos. Lakosainak száma 657 fő (2024).

## Népesség
A település népessége az elmúlt években az alábbi módon változott:
| Lakosok száma | 726  | 651  | 687  | 713  | 708  | 733  | 727  | 719  | 700  | 657  |
|               | 2001 | 2004 | 2006 | 2009 | 2011 | 2014 | 2016 | 2019 | 2021 | 2024 |